# Lista odcinków serialu Zemsta
Poniżej znajduje się lista odcinków serialu Zemsta (ang. Revenge). Serial doczekał się 88 odcinków w 4 sezonach. Serial został stworzony przez Mike’a Kelley’ego.
Główną bohaterką serialu jest Emily Thorne (Emily VanCamp), która przyjeżdża w wakacje do Hamptons i wynajmuje domek, w pobliżu rodziny Graysonów. Jak się okazuje, Emily mieszkała już w Hamptons, jako dziecko. Tak naprawdę nazywa się Amanda Clarke. 17 lat wcześniej, jej ojciec, David H. Clarke (James Tupper), został wrobiony w zbrodnię, z którą nie miał nic wspólnego, i dostał dożywocie. Emily nigdy nie widziała go ponownie, gdyż został zamordowany w więzieniu. Teraz, kobieta powraca do miasta, aby dokonać zemsty na tych, którzy skrzywdzili ją i jej ojca, zaczynając od Victorii Grayson (Madeleine Stowe), w której David był zakochany, a która na końcu go zdradziła.
W USA, serial nadawany przez stację ABC. W Polsce, serial emitowany przez stacje: Fox Life (obecnie przeniesiono na Fox oraz TVP1.

## Przegląd serii
| Sezon | Sezon | Odcinki | Oryginalna emisja | Oryginalna emisja | Oryginalna emisja | Oryginalna emisja | Oryginalna emisja |
| Sezon | Sezon | Odcinki | Premiera sezonu   | Finał sezonu      | Premiera sezonu   | Finał sezonu      |                   |
| ----- | ----- | ------- | ----------------- | ----------------- | ----------------- | ----------------- | ----------------- |
|       | 1     | 22      | 21 września 2011  | 23 maja 2012      | 27 maja 2012      | 5 sierpnia 2012   |                   |
|       | 2     | 22      | 30 września 2012  | 12 maja 2013      | 18 listopada 2012 | 26 maja 2013      |                   |
|       | 3     | 22      | 29 września 2013  | 11 maja 2014      | 24 listopada 2013 | 20 maja 2014      |                   |
|       | 4     | 23      | 28 września 2014  | 10 maja 2015      | 14 listopada 2014 | 24 maja 2015      |                   |

## Sezon 1 (2011-2012)
| №  | Nr | Tytuł      | Tytuł polski   | Reżyseria          | Scenariusz                   | Premiera (ABC)       | Premiera w Polsce (Fox Life) |
| -- | -- | ---------- | -------------- | ------------------ | ---------------------------- | -------------------- | ---------------------------- |
| 1  | 1  | Pilot      | Powrót         | Phillip Noyce      | Mike Kelley                  | 21 września 2011     | 27 maja 2012                 |
| 2  | 2  | Trust      | Zaufanie       | Phillip Noyce      | Mike Kelley Joe Fazzio       | 29 września 2011     | 27 maja 2012                 |
| 3  | 3  | Betrayal   | Zdrada         | Matt Earl Beesley  | Salvatore Stabile            | 5 października 2011  | 3 czerwca 2012               |
| 4  | 4  | Duplicity  | Obłuda         | Matt Shakman       | Wendy Calhoun                | 12 października 2011 | 3 czerwca 2012               |
| 5  | 5  | Guilt      | Wina           | Kenneth Fink       | Nikki Toscano                | 19 października 2011 | 10 czerwca 2012              |
| 6  | 6  | Intrigue   | Intryga        | Tim Hunter         | Dan Dworkin Jay Beattie      | 26 października 2011 | 10 czerwca 2012              |
| 7  | 7  | Charade    | Farsa          | Sanford Bookstaver | Mark B. Perry Joe Fazzio     | 2 listopada 2011     | 17 czerwca 2012              |
| 8  | 8  | Treachery  | Oszustwo       | Bobby Roth         | Ryan Scott                   | 16 listopada 2011    | 17 czerwca 2012              |
| 9  | 9  | Suspicion  | Podejrzenie    | Bethany Rooney     | Salvatore Stabile            | 23 listopada 2011    | 24 czerwca 2012              |
| 10 | 10 | Loyalty    | Lojalność      | J. Miller Tobin    | Wendy Calhoun Nikki Toscano  | 7 grudnia 2011       | 24 czerwca 2012              |
| 11 | 11 | Duress     | Przymus        | Jamie Babbit       | Elle Triedman                | 4 stycznia 2012      | 1 lipca 2012                 |
| 12 | 12 | Infamy     | Hańba          | Matt Earl Beesley  | Dan Dworkin Jay Beattie      | 11 stycznia 2012     | 1 lipca 2012                 |
| 13 | 13 | Commitment | Zobowiązanie   | Kenneth Fink       | Mark B. Perry Liz Tigelaar   | 18 stycznia 2012     | 8 lipca 2012                 |
| 14 | 14 | Perception | Postrzeganie   | Tim Hunter         | Nikki Toscano Sallie Patrick | 8 lutego 2012        | 8 lipca 2012                 |
| 15 | 15 | Chaos      | Chaos          | Sanford Bookstaver | Mark Fish Joe Fazzio         | 15 lutego 2012       | 15 lipca 2012                |
| 16 | 16 | Scandal    | Skandal        | Kenneth Fink       | Elle Triedman                | 29 lutego 2012       | 15 lipca 2012                |
| 17 | 17 | Doubt      | Wątpliwości    | Matt Earl Beesley  | Dan Dworkin Jay Beattie      | 18 kwietnia 2012     | 22 lipca 2012                |
| 18 | 18 | Justice    | Sprawiedliwość | Bobby Roth         | Liz Tigelaar Sallie Patrick  | 25 kwietnia 2012     | 22 lipca 2012                |
| 19 | 19 | Absolution | Rozgrzeszenie  | Sanford Bookstaver | Nikki Toscano Ryan Scott     | 2 maja 2012          | 29 lipca 2012                |
| 20 | 20 | Legacy     | Dziedzictwo    | Eric Laneuville    | Dan Dworkin Jay Beattie      | 9 maja 2012          | 29 lipca 2012                |
| 21 | 21 | Grief      | Żal            | Randy Zisk         | Mark Fish Joe Fazzio         | 16 maja 2012         | 5 sierpnia 2012              |
| 22 | 22 | Reckoning  | Rozliczenie    | Sanford Bookstaver | Mike Kelley Mark B. Perry    | 23 maja 2012         | 5 sierpnia 2012              |

## Sezon 2 (2012-2013)
| №  | Nr | Tytuł        | Tytuł polski     | Reżyseria           | Scenariusz                     | Premiera (ABC)       | Premiera w Polsce (Fox Life) |
| -- | -- | ------------ | ---------------- | ------------------- | ------------------------------ | -------------------- | ---------------------------- |
| 23 | 1  | Destiny      | Przeznaczenie    | Kenneth Fink        | Mike Kelley Mark B. Perry      | 30 września 2012     | 18 listopada 2012            |
| 24 | 2  | Resurrection | Zmartwychwstanie | David Grossman      | Sallie Patrick                 | 7 października 2012  | 25 listopada 2012            |
| 25 | 3  | Confidence   | Zaufanie         | J. Miller Tobin     | Gretchen J. Berg Aaron Harbert | 14 października 2012 | 2 grudnia 2012               |
| 26 | 4  | Intuition    | Intuicja         | Randy Zisk          | Dan Dworkin Jay Beattie        | 21 października 2012 | 9 grudnia 2012               |
| 27 | 5  | Forgiveness  | Przebaczenie     | Matt Earl Beesley   | Sunil Nayar                    | 28 października 2012 | 16 grudnia 2012              |
| 28 | 6  | Illusion     | Iluzja           | Bobby Roth          | Michael Foley                  | 4 listopada 2012     | 23 grudnia 2012              |
| 29 | 7  | Penance      | Demaskacja       | Colin Bucksey       | Elle Triedman                  | 11 listopada 2012    | 30 grudnia 2012              |
| 30 | 8  | Lineage      | Pochodzenie      | Chris Misiano       | Nikki Toscano                  | 25 listopada 2012    | 6 stycznia 2013              |
| 31 | 9  | Revelations  | Objawienie       | Kenneth Fink        | Ted Sullivan                   | 2 grudnia 2012       | 13 stycznia 2013             |
| 32 | 10 | Power        | Władza           | Roger Kumble        | Joe Fazzio                     | 6 stycznia 2013      | 10 marca 2013                |
| 33 | 11 | Sabotage     | Sabotaż          | John Scott          | Dan Dworkin Jay Beattie        | 13 stycznia 2013     | 17 marca 2013                |
| 34 | 12 | Collusion    | Zmowa            | Matt Shakman        | Sallie Patrick Sunil Nayar     | 20 stycznia 2013     | 24 marca 2013                |
| 35 | 13 | Union        | Związek          | Wendey Stanzler     | Michael Foley Ted Sullivan     | 10 lutego 2013       | 31 marca 2013                |
| 36 | 14 | Sacrifice    | Ofiara           | Stefan Schwartz     | Mark B. Perry Joe Fazzio       | 17 lutego2013        | 7 kwietnia 2013              |
| 37 | 15 | Retribution  | Kara             | Helen Hunt          | Nikki Toscano Elle Triedman    | 10 marca2013         | 14 kwietnia 2013             |
| 38 | 16 | Illumination | Oświecenie       | Bobby Roth          | Michael Foley Sallie Patrick   | 17 marca2013         | 21 kwietnia 2013             |
| 39 | 17 | Victory      | Zwycięstwo       | Colin Bucksey       | Dan Dworkin Jay Beattie        | 24 marca2013         | 28 kwietnia 2013             |
| 40 | 18 | Masquerade   | Maskarada        | Allison Liddi-Brown | Sunil Nayar JaSheika James     | 31 marca2013         | 5 maja 2013                  |
| 41 | 19 | Identity     | Tożsamość        | Charlie Stratton    | Joe Fazzio Ted Sullivan        | 28 kwietnia 2013     | 12 maja 2013                 |
| 42 | 20 | Engagement   | Zaręczyny        | John Terlesky       | Elle Triedman Salle Patrick    | 5 maja 2013          | 19 maja 2013                 |
| 43 | 21 | Truth part 1 | Prawda część 1   | Randy Zisk          | Michael Foley Nikki Toscano    | 12 maja 2013         | 19 maja 2013                 |
| 44 | 22 | Truth part 2 | Prawda cześć 2   | J. Miller Tobin     | Mike Kelley Mark B. Perry      | 12 maja 2013         | 26 maja 2013                 |

## Sezon 3 (2013-2014)
| №  | Nr | Tytuł       | Tytuł polski   | Reżyseria           | Scenariusz                        | Premiera (ABC)       | Premiera w Polsce (Fox Life) |
| -- | -- | ----------- | -------------- | ------------------- | --------------------------------- | -------------------- | ---------------------------- |
| 45 | 1  | Fear        | Strach         | Ken Fink            | Sunil Nayar                       | 29 września 2013     | 24 listopada 2013            |
| 46 | 2  | Sin         | Grzech         | John Scott          | Joe Fazzio                        | 6 października 2013  | 1 grudnia 2013               |
| 47 | 3  | Confession  | Spowiedź       | Matt Earl Beesley   | Sallie Patrick                    | 13 października 2013 | 8 grudnia 2013               |
| 48 | 4  | Mercy       | Łaska          | J. Miller Tobin     | Karin Gis                         | 20 października 2013 | 15 grudnia 2013              |
| 49 | 5  | Control     | Kontrola       | Allison Liddi-Brown | Ted Sullivan                      | 27 października 2013 | 22 grudnia 2013              |
| 50 | 6  | Dissolution | Rozpad         | Bobby Roth          | Gretchen J. Berg Aaron Harberts   | 3 listopada 2013     | 29 grudnia 2013              |
| 51 | 7  | Resurgence  | Odrodzenie     | John Scott          | Christopher Fife                  | 10 listopada 2013    | 5 stycznia 2014              |
| 52 | 8  | Secrecy     | Tajemnica      | Colin Bucksey       | Sallie Patrick JaSheika James     | 17 listopada 2013    | 12 stycznia 2014             |
| 53 | 9  | Surrender   | Kapitulacja    | Jennifer Getzinger  | Joe Fazzio                        | 8 grudnia 2013       | 19 stycznia 2014             |
| 54 | 10 | Exodus      | Eksodus        | Kenneth Fink        | Sunil Nayar Karin Gist            | 15 grudnia 2013      | 26 stycznia 2014             |
| 55 | 11 | Homecoming  | Powrót do domu | Matt Earl Beesley   | Ted Sullivan                      | 5 stycznia 2014      | 2 lutego 2014                |
| 56 | 12 | Endurance   | Wytrzymałość   | Sanford Bookstaver  | Sallie Patrick                    | 12 stycznia 2014     | 9 lutego 2014                |
| 57 | 13 | Hatred      | Nienawiść      | John Terlesky       | Gretchen J. Berg Aaron Harberts   | 19 stycznia 2014     | 9 lutego 2014                |
| 58 | 14 | Payback     | Odwet          | Romeo Tirone        | Sunil Nayar Christopher Fife      | 9 marca 2014         | 1 kwietnia 2014              |
| 59 | 15 | Struggle    | Zmagania       | Christopher Misiano | Michael J.Cinquemani              | 16 marca 2014        | 8 kwietnia 2014              |
| 60 | 16 | Disgrace    | Hańba          | Matt Shakman        | Shannon Goss                      | 23 marca 2014        | 15 kwietnia 2014             |
| 61 | 17 | Addiction   | Uzależnienie   | Tara Nicole Weyr    | Joe Fazzio                        | 30 marca 2014        | 22 kwietnia 2014             |
| 62 | 18 | Blood       | Krew           | Wendey Stanzler     | Karin Gist                        | 6 kwietnia 2014      | 29 kwietnia 2014             |
| 63 | 19 | Allegiance  | Lojalność      | Jennifer Wilkinison | Ted Sullivan                      | 13 kwietnia 2014     | 6 maja 2014                  |
| 64 | 20 | Revolution  | Rewolucja      | Christine Moore     | Sunil Nayar Michael J. Cinquemani | 27 kwietnia 2014     | 13 maja 2014                 |
| 65 | 21 | Impetus     | Siła           | J. Miller Tobin     | Gretchen J. Berg Aaron Harberts   | 4 maja 2014          | 20 maja 2014                 |
| 66 | 22 | Execution   | Egzekucja      | Kenneth Fink        | Sunil Nayar Joe Fazzio            | 11 maja 2014         | 20 maja 2014                 |

## Sezon 4 (2014-2015)
8 maja 2014 roku, stacja ABC ogłosiła zamówienie 4 sezonu serialu Zemsta. Światowa premiera odbyła się 28 września 2014 roku. Polska premiera miała miejsce 14 listopada 2014 roku na kanale Fox Life. 12 grudnia 2014 roku stacja zawiesiła emisję serialu na 9 odcinku. Od 8 lutego 2015 roku wznowiono emisję od pierwszego odcinka sezonu i przeniesiono na Fox Polska
| №  | Nr | Tytuł         | Tytuł polski      | Reżyseria           | Scenariusz                      | Premiera (ABC)       | Premiera w Polsce (Fox Life / Fox Polska)         |
| -- | -- | ------------- | ----------------- | ------------------- | ------------------------------- | -------------------- | ------------------------------------------------- |
| 67 | 1  | Renaissance   | Odrodzenie        | John Terlesky       | Sunil Nayar Sallie Patrick      | 28 września 2014     | 14 listopada 2014 (Fox Life) 8 lutego 2015 (Fox)  |
| 68 | 2  | Disclosure    | Ujawnienie        | Ken Fink            | Joe Fazzio                      | 5 października 2014  | 14 listopada 2014 (Fox Life) 8 lutego 2015 (Fox)  |
| 69 | 3  | Ashes         | Popioły           | Colin Bucksey       | Alex Taub                       | 12 października 2014 | 21 listopada 2014 (Fox Life) 15 lutego 2015 (Fox) |
| 70 | 4  | Meteor        | Spadająca gwiazda | J. Miller Tobin     | Karin Gist                      | 19 października 2014 | 21 listopada 2014 (Fox Life) 15 lutego 2015 (Fox) |
| 71 | 5  | Repercussions | Reperkusje        | Kate Woods          | Ted Sullivan                    | 26 października 2014 | 28 listopada 2014 (Fox Life) 22 lutego 2015 (Fox) |
| 72 | 6  | Damage        | Szkoda            | John Terlesky       | Christopher Fife Sallie Patrick | 2 listopada 2014     | 28 listopada 2014 (Fox Life) 22 lutego 2015 (Fox) |
| 73 | 7  | Ambush        | Zasadzka          | Hannelle Culpepper  | Shannon Goss                    | 9 listopada 2014     | 5 grudnia 2014 (Fox Life) 1 marca 2015 (Fox)      |
| 74 | 8  | Contact       | Kontakt           | Joe Fazzio          | Paul Holahan                    | 16 listopada 2014    | 5 grudnia 2014 (Fox Life) 1 marca 2015 (Fox)      |
| 75 | 9  | Intel         | Wywiad            | Wendy Stanzler      | Karin Gist                      | 30 listopada 2014    | 12 grudnia 2014 (Fox Life) 8 marca 2015 (Fox)     |
| 76 | 10 | Atonement     | Pokuta            | John Terlesky       | Ted Sullivan                    | 7 grudnia 2014       | 8 marca 2015                                      |
| 77 | 11 | Epitaph       | Epitafium         | Bobby Roth          | Alex Taub                       | 4 stycznia 2015      | 15 marca 2015                                     |
| 78 | 12 | Madness       | Szaleństwo        | Matt Shakman        | Sallie Patrick                  | 11 stycznia 2015     | 15 marca 2015                                     |
| 79 | 13 | Abduction     | Uprowadzenie      | John Scott          | Christopher Fife                | 18 stycznia 2015     | 22 marca 2015                                     |
| 80 | 14 | Kindred       | Krewni            | Colin Bucksey       | Nancy Kiu                       | 25 stycznia 2015     | 22 marca 2015                                     |
| 81 | 15 | Bait          | Przynęta          | Shannon Goss        | Ty Trullinger                   | 8 marca 2015         | 29 marca 2015                                     |
| 82 | 16 | Retaliation   | Odwet             | Alrick Riley        | Jesse Lasky                     | 15 marca 2015        | 5 kwietnia 2015                                   |
| 83 | 17 | Loss          | Strata            | Helen Hunt          | Joe Fazzio                      | 22 marca 2015        | 12 kwietnia 2015                                  |
| 84 | 18 | Clarity       | Jasność           | Allison Liddi-Brown | Karin Gist                      | 29 marca 2015        | 19 kwietnia 2015                                  |
| 85 | 19 | Exposure      | Ujawnienie        | Jennifer Wilkinson  | Wilson Pollock Andrew Steier    | 12 kwietnia 2015     | 26 kwietnia 2015                                  |
| 86 | 20 | Burn          | Oparzenie         | Ken Fink            | Ted Sullivan                    | 19 kwietnia 2015     | 3 maja 2015                                       |
| 87 | 21 | Aftermath     | Następstwa        | Rob Greenlea        | Shannon Goss Christopher Fife   | 26 kwietnia 2015     | 10 maja 2015                                      |
| 88 | 22 | Plea          | Usprawiedliwienie | J. Miller Tobin     | Alex Taub                       | 3 maja 2015          | 17 maja 2015                                      |
| 89 | 23 | Two Graves    | Dwa groby         | John Terlesky       | Joe Fazzio                      | 10 maja 2015         | 24 maja 2015                                      |